# Olle Berger
Olof (Olle) Alfons Berger, född 11 januari 1902, död 14 februari 1995 i Lidingö församling, var en svensk ämbetsman.
Berger blev juris kandidat 1926 och efter tjänstgöring i olika departement kansliråd i Kommunikationsdepartementet 1946. Han var från 1941 sekreterare i Statsutskottet och tillhörde som ledamot och sekreterare olika kommittéer. Tillsammans med Tore Hessler författade han Svensk arbetslöshetspolitik åren 1914–1935 (1936). Olle Berger är gravsatt i minneslunden på Lidingö kyrkogård.